# Liste des matchs de l'équipe de Bulgarie de football par adversaire

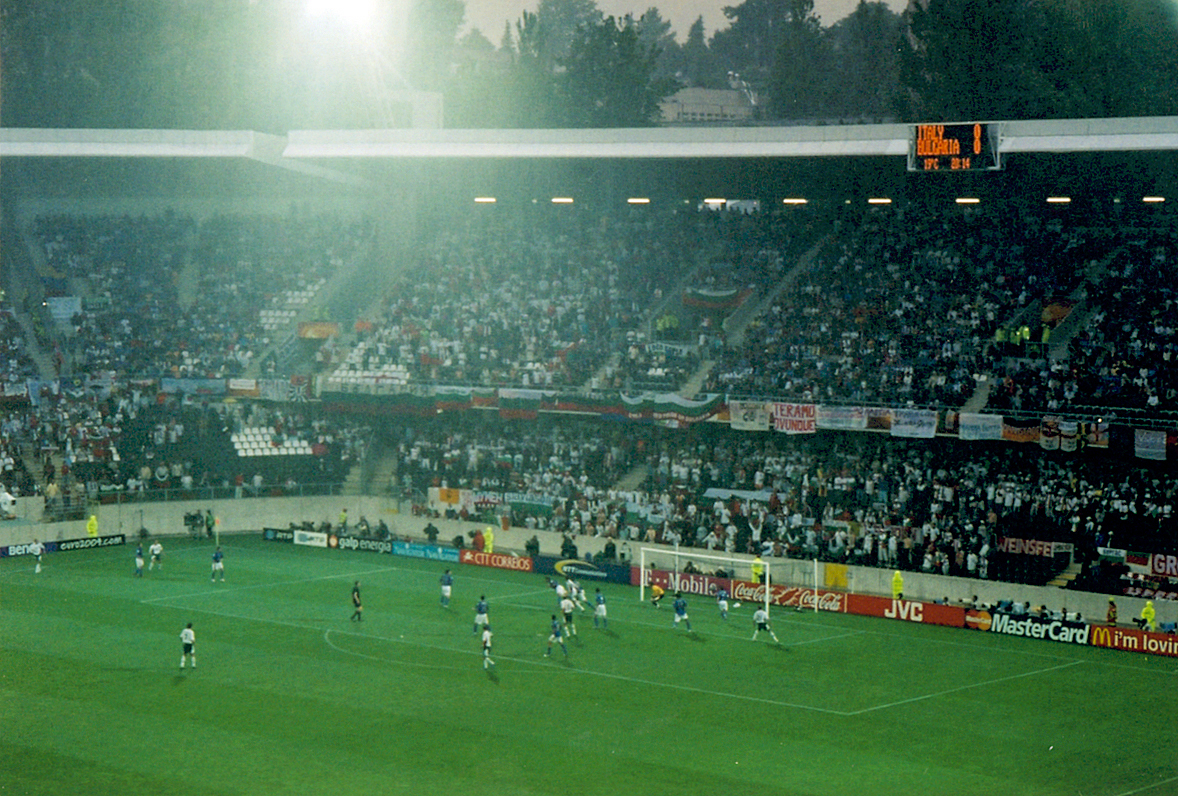
Italie - Bulgarie lors de l'Euro 2004.

Cette liste présente les matchs de l'équipe de Bulgarie de football par adversaire depuis son premier match officiel le 21 mai 1924 contre l'Autriche.
- Haut – A
- B
- C
- D
- E
- F
- G
- H
- I
- J
- K
- L
- M
- N
- O
- P
- Q
- R
- S
- T
- U
- V
- W
- X
- Y
- Z

## A

### Algérie
| Date             | Lieu                | Match              | Score | Compétition  |
| 6 janvier 1963   | Alger, Algérie      | Algérie - Bulgarie | 2-1   | Match amical |
| 11 janvier 1977  | Alger, Algérie      | Algérie - Bulgarie | 1-1   | Match amical |
| 7 août 1983      | Saint-Denis, France | Algérie - Bulgarie | 2-3   | Match amical |
| 5 juin 1998      | Sofia, Bulgarie     | Bulgarie - Algérie | 2-0   | Match amical |
| 4 novembre 1998  | Sofia, Bulgarie     | Bulgarie - Algérie | 0-0   | Match amical |
| 14 novembre 2000 | Alger, Algérie      | Algérie - Bulgarie | 1-2   | Match amical |

Bilan
- Total de matchs disputés : 6
- Victoires de l'équipe de Bulgarie : 3
- Matchs nuls : 2
- Victoires de l'équipe d'Algérie : 1
- Total de buts marqués par l'équipe de Bulgarie : 9
- Total de buts marqués par l'équipe d'Algérie : 6

### Allemagne et Allemagne de l'Ouest
| Date              | Lieu                             | Match                | Score | Compétition                                                       |
| 20 octobre 1935   | Leipzig, Allemagne               | Allemagne - Bulgarie | 4-2   | Match amical                                                      |
| 22 octobre 1939   | Sofia, Royaume de Bulgarie       | Bulgarie - Allemagne | 1-2   | Match amical                                                      |
| 20 octobre 1940   | Munich, Allemagne                | Allemagne - Bulgarie | 7-3   | Match amical                                                      |
| 19 juillet 1942   | Sofia, Royaume de Bulgarie       | Bulgarie - Allemagne | 0-3   | Match amical                                                      |
| 21 décembre 1958  | Augsbourg, Allemagne de l'Ouest  | RFA - Bulgarie       | 3-0   | Match amical                                                      |
| 23 novembre 1960  | Sofia, Bulgarie                  | Bulgarie - RFA       | 2-1   | Match amical                                                      |
| 22 mars 1967      | Hanovre, Allemagne de l'Ouest    | RFA - Bulgarie       | 1-0   | Match amical                                                      |
| 24 septembre 1969 | Sofia, Bulgarie                  | Bulgarie - RFA       | 0-1   | Match amical                                                      |
| 7 juin 1970       | León, Mexique                    | RFA - Bulgarie       | 5-2   | Coupe du monde 1970 (Groupe D)                                    |
| 12 mai 1973       | Hambourg, Allemagne de l'Ouest   | RFA - Bulgarie       | 3-0   | Match amical                                                      |
| 27 avril 1975     | Sofia, Bulgarie                  | Bulgarie - RFA       | 1-1   | Qualification pour l'Euro 1976 (Groupe 8)                         |
| 19 novembre 1975  | Stuttgart, Allemagne de l'Ouest  | RFA - Bulgarie       | 1-0   | Qualification pour l'Euro 1976 (Groupe 8)                         |
| 3 décembre 1980   | Sofia, Bulgarie                  | Bulgarie - RFA       | 1-3   | Qualification pour la Coupe du monde 1982 (Zone Europe, groupe 1) |
| 22 novembre 1981  | Düsseldorf, Allemagne de l'Ouest | RFA - Bulgarie       | 4-0   | Qualification pour la Coupe du monde 1982 (Zone Europe, groupe 1) |
| 15 février 1984   | Varna, Bulgarie                  | Bulgarie - RFA       | 2-3   | Match amical                                                      |
| 17 avril 1985     | Augsbourg, Allemagne de l'Ouest  | RFA - Bulgarie       | 4-1   | Match amical                                                      |
| 22 mars 1989      | Sofia, Bulgarie                  | Bulgarie - RFA       | 1-2   | Match amical                                                      |
| 10 juillet 1994   | East Rutherford, États-Unis      | Bulgarie - Allemagne | 2-1   | Coupe du monde 1994 (1/4 finale)                                  |
| 7 juin 1995       | Sofia, Bulgarie                  | Bulgarie - Allemagne | 3-2   | Qualification pour l'Euro 1996 (Groupe 7)                         |
| 15 novembre 1995  | Berlin, Allemagne                | Allemagne - Bulgarie | 3-1   | Qualification pour l'Euro 1996 (Groupe 7)                         |
| 21 août 2002      | Sofia, Bulgarie                  | Bulgarie - Allemagne | 2-2   | Match amical                                                      |

Bilan
- Total de matchs disputés : 21
- Victoires de l'équipe de Bulgarie : 3
- Matchs nuls : 2
- Victoires de l'équipe d'Allemagne : 16
- Total de buts marqués par l'équipe de Bulgarie : 24
- Total de buts marqués par l'équipe d'Allemagne : 56

### Allemagne de l'Est
| Date              | Lieu                                | Match          | Score | Compétition                                                       |
| 14 juin 1953      | Dresde, Allemagne de l'Est          | RDA - Bulgarie | 0-0   | Match amical                                                      |
| 24 octobre 1954   | Sofia, Bulgarie                     | Bulgarie - RDA | 3-1   | Match amical                                                      |
| 20 novembre 1955  | Berlin, Allemagne de l'Est          | RDA - Bulgarie | 1-1   | Match amical                                                      |
| 14 octobre 1956   | Sofia, Bulgarie                     | Bulgarie - RDA | 3-1   | Match amical                                                      |
| 5 octobre 1958    | Berlin, Allemagne de l'Est          | RDA - Bulgarie | 1-1   | Match amical                                                      |
| 10 juin 1960      | Sofia, Bulgarie                     | Bulgarie - RDA | 2-0   | Match amical                                                      |
| 4 septembre 1963  | Magdebourg, Allemagne de l'Est      | RDA - Bulgarie | 1-1   | Match amical                                                      |
| 4 septembre 1965  | Varna, Bulgarie                     | Bulgarie - RDA | 3-2   | Match amical                                                      |
| 26 mars 1975      | Berlin, Allemagne de l'Est          | RDA - Bulgarie | 0-0   | Match amical                                                      |
| 27 octobre 1976   | Sliven, Bulgarie                    | Bulgarie – RDA | 0-4   | Match amical                                                      |
| 30 août 1978      | Erfurt, Allemagne de l'Est          | RDA – Bulgarie | 2-2   | Match amical                                                      |
| 28 février 1979   | Burgas, Bulgarie                    | Bulgarie - RDA | 1-0   | Match amical                                                      |
| 22 septembre 1982 | Burgas, Bulgarie                    | Bulgarie - RDA | 2-2   | Match amical                                                      |
| 13 avril 1983     | Gera, Allemagne de l'Est            | RDA - Bulgarie | 3-0   | Match amical                                                      |
| 6 avril 1985      | Sofia, Bulgarie                     | Bulgarie - RDA | 1-0   | Qualification pour la Coupe du monde 1986 (Zone Europe, groupe 4) |
| 16 novembre 1986  | Karl-Marx-Stadt, Allemagne de l'Est | RDA - Bulgarie | 2-1   | Qualification pour la Coupe du monde 1986 (Zone Europe, groupe 4) |
| 13 avril 1988     | Burgas, Bulgarie                    | Bulgarie - RDA | 1-1   | Match amical                                                      |
| 23 août 1989      | Erfurt, Allemagne de l'Est          | RDA - Bulgarie | 1-1   | Match amical                                                      |

Bilan
- Total de matchs disputés : 18
- Victoires de l'équipe de Bulgarie : 6
- Matchs nuls : 8
- Victoires de l'équipe d'Allemagne de l'Est : 4
- Total de buts marqués par l'équipe de Bulgarie : 22
- Total de buts marqués par l'équipe d'Allemagne de l'Est : 22

### Angleterre
| Date             | Lieu                | Match                 | Score | Compétition                               |
| 7 juin 1962      | Rancagua, Chili     | Bulgarie - Angleterre | 0-0   | Coupe du monde 1962 (Groupe D)            |
| 11 décembre 1968 | Londres, Angleterre | Angleterre - Bulgarie | 1-1   | Match amical                              |
| 1er juin 1974    | Sofia, Bulgarie     | Bulgarie - Angleterre | 0-1   | Match amical                              |
| 6 juin 1979      | Sofia, Bulgarie     | Bulgarie - Angleterre | 0-3   | Qualification pour l'Euro 1980 (Groupe 1) |
| 22 novembre 1979 | Londres, Angleterre | Angleterre - Bulgarie | 2-0   | Qualification pour l'Euro 1980 (Groupe 1) |
| 27 mars 1996     | Londres, Angleterre | Angleterre - Bulgarie | 1-0   | Match amical                              |
| 10 octobre 1998  | Londres, Angleterre | Angleterre - Bulgarie | 0-0   | Qualification pour l'Euro 2000 (Groupe 5) |
| 9 juin 1999      | Sofia, Bulgarie     | Bulgarie - Angleterre | 1-1   | Qualification pour l'Euro 2000 (Groupe 5) |
| 3 septembre 2010 | Londres, Angleterre | Angleterre - Bulgarie | 4-0   | Qualification pour l'Euro 2012 (Groupe G) |
| 2 septembre 2011 | Sofia, Bulgarie     | Bulgarie - Angleterre | 0-3   | Qualification pour l'Euro 2012 (Groupe G) |

Bilan
- Total de matchs disputés : 10
- Victoires de l'équipe de Bulgarie : 0
- Matchs nuls : 4
- Victoires de l'équipe d'Angleterre : 6
- Total de buts marqués par l'équipe de Bulgarie : 2
- Total de buts marqués par l'équipe d'Angleterre : 16

### Arabie saoudite
| Date            | Lieu                   | Match                      | Score | Compétition  |
| 6 novembre 1996 | Riyad, Arabie saoudite | Arabie saoudite - Bulgarie | 1-0   | Match amical |
| 12 octobre 2010 | Istanbul, Turquie      | Arabie saoudite - Bulgarie | 0-2   | Match amical |

Bilan
- Total de matchs disputés : 2
- Victoires de l'équipe de Bulgarie : 1
- Matchs nuls : 0
- Victoires de l'équipe d'Arabie saoudite : 1
- Total de buts marqués par l'équipe de Bulgarie : 2
- Total de buts marqués par l'équipe d'Arabie saoudite : 1

### Argentine
| Date            | Lieu                    | Match                | Score | Compétition                    |
| 30 mai 1962     | Rancagua, Chili         | Argentine - Bulgarie | 1-0   | Coupe du monde 1962 (Groupe D) |
| 29 mars 1978    | Buenos Aires, Argentine | Argentine - Bulgarie | 3-1   | Match amical                   |
| 25 avril 1979   | Buenos Aires, Argentine | Argentine - Bulgarie | 2-1   | Match amical                   |
| 9 octobre 1980  | Buenos Aires, Argentine | Argentine - Bulgarie | 2-0   | Match amical                   |
| 5 mai 1982      | Buenos Aires, Argentine | Argentine - Bulgarie | 2-1   | Match amical                   |
| 10 juin 1986    | Mexico, Mexique         | Argentine - Bulgarie | 2-0   | Coupe du monde 1986 (Groupe A) |
| 30 juin 1994    | Dallas, États-Unis      | Argentine - Bulgarie | 0-2   | Coupe du monde 1994 (Groupe D) |
| 14 février 1995 | Mendoza, Argentine      | Argentine - Bulgarie | 4-1   | Match amical                   |
| 10 mars 1998    | Buenos Aires, Argentine | Argentine - Bulgarie | 2-0   | Match amical                   |

Bilan
- Total de matchs disputés : 9
- Victoires de l'équipe de Bulgarie : 1
- Matchs nuls : 0
- Victoires de l'équipe d'Argentine : 8
- Total de buts marqués par l'équipe de Bulgarie : 6
- Total de buts marqués par l'équipe d'Argentine : 18

### Australie
| Date            | Lieu              | Match                | Score | Compétition  |
| 15 février 2000 | Valparaíso, Chili | Bulgarie - Australie | 1-1   | Match amical |

Bilan
- Total de matchs disputés : 1
- Victoires de l'équipe de Bulgarie : 0
- Matchs nuls : 1
- Victoires de l'équipe d'Australie : 0
- Total de buts marqués par l'équipe de Bulgarie : 1
- Total de buts marqués par l'équipe d'Australie : 1

### Autriche
| Date             | Lieu             | Match               | Score | Compétition                                                       |
| 21 mai 1924      | Vienne, Autriche | Autriche - Bulgarie | 6-0   | Match amical (Premier match de la Bulgarie)                       |
| 25 avril 1934    | Vienne, Autriche | Autriche - Bulgarie | 6-1   | Qualification pour la Coupe du monde 1934 (Groupe 4)              |
| 6 mai 1962       | Vienne, Autriche | Autriche - Bulgarie | 2-0   | Match amical                                                      |
| 25 novembre 1962 | Sofia, Bulgarie  | Bulgarie - Autriche | 1-1   | Match amical                                                      |
| 28 mai 1981      | Vienne, Autriche | Autriche - Bulgarie | 2-0   | Qualification pour la Coupe du monde 1982 (Zone Europe, groupe 1) |
| 11 novembre 1981 | Sofia, Bulgarie  | Bulgarie - Autriche | 0-0   | Qualification pour la Coupe du monde 1982 (Zone Europe, groupe 1) |
| 14 avril 1993    | Vienne, Autriche | Autriche - Bulgarie | 3-1   | Qualification pour la Coupe du monde 1994 (Zone Europe, groupe 6) |
| 13 octobre 1993  | Sofia, Bulgarie  | Bulgarie - Autriche | 4-1   | Qualification pour la Coupe du monde 1994 (Zone Europe, groupe 6) |

Bilan
- Total de matchs disputés : 8
- Victoires de l'équipe de Bulgarie : 1
- Matchs nuls : 2
- Victoires de l'équipe d'Autriche : 5
- Total de buts marqués par l'équipe de Bulgarie : 7
- Total de buts marqués par l'équipe d'Autriche : 21

## B

### Belgique
| Date              | Lieu                | Match               | Score | Compétition                                                       |
| 22 mai 1960       | Sofia, Bulgarie     | Bulgarie - Belgique | 4-1   | Match amical                                                      |
| 24 décembre 1961  | Bruxelles, Belgique | Belgique - Bulgarie | 4-0   | Match amical                                                      |
| 26 septembre 1965 | Sofia, Bulgarie     | Bulgarie - Belgique | 3-0   | Qualification pour la Coupe du monde 1966 (Zone Europe, groupe 1) |
| 27 octobre 1965   | Bruxelles, Belgique | Belgique - Bulgarie | 5-0   | Qualification pour la Coupe du monde 1966 (Zone Europe, groupe 1) |
| 29 décembre 1965  | Florence, Italie    | Belgique - Bulgarie | 1-2   | Qualification pour la Coupe du monde 1966 (Barrage d'accession)   |
| 28 avril 1982     | Bruxelles, Belgique | Belgique - Bulgarie | 2-1   | Match amical                                                      |
| 23 avril 1986     | Bruxelles, Belgique | Belgique - Bulgarie | 2-0   | Match amical                                                      |
| 19 novembre 1986  | Bruxelles, Belgique | Belgique - Bulgarie | 1-1   | Qualification pour l'Euro 1988 (Groupe 7)                         |
| 23 septembre 1987 | Sofia, Bulgarie     | Bulgarie - Belgique | 2-0   | Qualification pour l'Euro 1988 (Groupe 7)                         |
| 27 mars 1999      | Bruxelles, Belgique | Belgique - Bulgarie | 0-1   | Match amical                                                      |
| 16 août 2000      | Sofia, Bulgarie     | Bulgarie - Belgique | 1-3   | Match amical                                                      |
| 7 septembre 2002  | Bruxelles, Belgique | Belgique - Bulgarie | 0-2   | Qualification pour l'Euro 2004 (Groupe 8)                         |
| 7 juin 2003       | Sofia, Bulgarie     | Bulgarie - Belgique | 2-2   | Qualification pour l'Euro 2004 (Groupe 8)                         |
| 19 mai 2010       | Bruxelles, Belgique | Belgique - Bulgarie | 2-1   | Match amical                                                      |

Bilan
- Total de matchs disputés : 14
- Victoires de l'équipe de Bulgarie : 6
- Matchs nuls : 2
- Victoires de l'équipe de Belgique : 6
- Total de buts marqués par l'équipe de Bulgarie : 20
- Total de buts marqués par l'équipe de Belgique : 23

### Biélorussie
| Date             | Lieu                | Match                  | Score | Compétition                                                    |
| 29 mars 2000     | Sofia, Bulgarie     | Bulgarie - Biélorussie | 4-1   | Match amical                                                   |
| 2 juin 2007      | Minsk, Biélorussie  | Biélorussie - Bulgarie | 0-2   | Qualification pour l'Euro 2008 (Groupe G)                      |
| 6 juin 2007      | Sofia, Bulgarie     | Bulgarie - Biélorussie | 2-1   | Qualification pour l'Euro 2008 (Groupe G)                      |
| 10 août 2011     | Minsk, Biélorussie  | Biélorussie - Bulgarie | 1-0   | Match amical                                                   |
| 13 novembre 2016 | Sofia Bulgarie      | Bulgarie - Biélorussie | 1-0   | Éliminatoires de la Coupe du monde de football 2018 (Groupe A) |
| 9 juin 2017      | Borisov Biélorussie | Biélorussie - Bulgarie | 2-1   | Éliminatoires de la Coupe du monde de football 2018 (Groupe A) |

Bilan
- Total de matchs disputés : 6
- Victoires de l'équipe de Bulgarie : 4
- Matchs nuls : 0
- Victoires de l'équipe de Biélorussie : 2
- Total de buts marqués par l'équipe de Bulgarie : 9
- Total de buts marqués par l'équipe de Biélorussie : 5

### Bolivie
| Date             | Lieu            | Match              | Score | Compétition  |
| 1er février 1981 | La Paz, Bolivie | Bolivie - Bulgarie | 1-3   | Match amical |

Bilan
- Total de matchs disputés : 1
- Victoires de l'équipe de Bulgarie : 1
- Matchs nuls : 0
- Victoires de l'équipe de Bolivie : 0
- Total de buts marqués par l'équipe de Bulgarie : 3
- Total de buts marqués par l'équipe de Bolivie : 1

### Brésil
| Date            | Lieu                   | Match             | Score | Compétition                    |
| 14 mai 1958     | Rio de Janeiro, Brésil | Brésil - Bulgarie | 4-0   | Match amical                   |
| 18 mai 1958     | São Paulo, Brésil      | Brésil - Bulgarie | 3-1   | Match amical                   |
| 12 juillet 1966 | Liverpool, Angleterre  | Brésil - Bulgarie | 3-1   | Coupe du monde 1966 (Groupe C) |
| 14 avril 1974   | Rio de Janeiro, Brésil | Brésil - Bulgarie | 1-0   | Match amical                   |
| 23 janvier 1977 | São Paulo, Brésil      | Brésil - Bulgarie | 1-0   | Match amical                   |
| 28 octobre 1981 | Porto Alegre, Brésil   | Brésil - Bulgarie | 3-0   | Match amical                   |
| 5 mai 1990      | Campinas, Brésil       | Brésil - Bulgarie | 2-1   | Match amical                   |
| 28 mai 1991     | Uberlândia, Brésil     | Brésil - Bulgarie | 3-0   | Match amical                   |

Bilan
- Total de matchs disputés : 8
- Victoires de l'équipe de Bulgarie : 0
- Matchs nuls : 0
- Victoires de l'équipe du Brésil : 8
- Total de buts marqués par l'équipe de Bulgarie : 2
- Total de buts marqués par l'équipe du Brésil : 19

## C

### Cameroun
| Date          | Lieu            | Match               | Score | Compétition  |
| 28 avril 2004 | Sofia, Bulgarie | Bulgarie - Cameroun | 3-0   | Match amical |

Bilan
- Total de matchs disputés : 1
- Victoires de l'équipe de Bulgarie : 1
- Matchs nuls : 0
- Victoires de l'équipe du Cameroun : 0
- Total de buts marqués par l'équipe de Bulgarie : 3
- Total de buts marqués par l'équipe du Cameroun : 0

### Corée du Nord
| Date          | Lieu            | Match                    | Score | Compétition  |
| 25 mai 1974   | Sofia, Bulgarie | Bulgarie - Corée du Nord | 6-1   | Match amical |
| 5 mai 1976    | Sofia, Bulgarie | Bulgarie - Corée du Nord | 3-0   | Match amical |
| 30 avril 1986 | Sofia, Bulgarie | Bulgarie - Corée du Nord | 3-0   | Match amical |

Bilan
- Total de matchs disputés : 3
- Victoires de l'équipe de Bulgarie : 3
- Matchs nuls : 0
- Victoires de l'équipe de Corée du Nord : 0
- Total de buts marqués par l'équipe de Bulgarie : 12
- Total de buts marqués par l'équipe de Corée du Nord : 1

## D

### Danemark
| Date         | Lieu           | Match               | Score | Compétition          |
| 18 juin 2004 | Braga Portugal | Bulgarie - Danemark | 0-2   | Euro 2004 (1er tour) |

Bilan
- Total de matchs disputés : 15
- Victoires de l'équipe de Bulgarie : 4
- Matchs nuls : 8
- Victoires de l'équipe du Danemark : 3
- Total de buts marqués par l'équipe de Bulgarie : 20
- Total de buts marqués par l'équipe du Danemark : 17

## E

### Émirats arabes unis

#### Confrontations
Confrontations entre les Émirats arabes unis et la Bulgarie :
|   | Date             | Lieu  | Match                          | Score | Compétition  |
| - | ---------------- | ----- | ------------------------------ | ----- | ------------ |
| 1 | 23 janvier 1988  | Dubaï | Émirats arabes unis - Bulgarie | 0-3   | Match amical |
| 2 | 25 janvier 1988  | Dubaï | Émirats arabes unis - Bulgarie | 1-3   | Match amical |
| 3 | 22 décembre 1988 | Dubaï | Émirats arabes unis - Bulgarie | 0-1   | Match amical |
| 4 | 18 février 1993  | Dubaï | Émirats arabes unis - Bulgarie | 1-0   | Match amical |
| 5 | 20 février 1993  | Dubaï | Émirats arabes unis - Bulgarie | 1-3   | Match amical |
| 6 | 2 juin 1996      | Sofia | Bulgarie - Émirats arabes unis | 4-1   | Match amical |

#### Bilan
Au 12 avril 2019 :
- Total de matchs disputés : 6
- Victoires des Émirats arabes unis : 1
- Match nul : 0
- Victoires de la Bulgarie : 5
- Total de buts marqués par les Émirats arabes unis : 4
- Total de buts marqués par la Bulgarie : 14

### Espagne
| Date             | Lieu              | Match              | Score | Compétition                    |
| 21 mai 1933      | Madrid, Espagne   | Espagne - Bulgarie | 13-0  | Match amical                   |
| 18 décembre 1985 | Valence, Espagne  | Espagne - Bulgarie | 2-0   | Match amical                   |
| 9 juin 1996      | Leeds, Angleterre | Espagne - Bulgarie | 1-1   | Euro 1996 (Groupe B)           |
| 24 juin 1998     | Lens, France      | Espagne - Bulgarie | 6-1   | Coupe du monde 1998 (Groupe D) |
| 20 novembre 2002 | Grenade, Espagne  | Espagne - Bulgarie | 1-0   | Match amical                   |

Bilan
- Total de matchs disputés : 5
- Victoires de l'équipe de Bulgarie : 0
- Matchs nuls : 1
- Victoires de l'équipe d'Espagne : 4
- Total de buts marqués par l'équipe de Bulgarie : 2
- Total de buts marqués par l'équipe d'Espagne : 23

## F

### France
| Date              | Lieu                 | Match             | Score | Compétition                                |
| 19 juin 1932      | Sofia Bulgarie       | Bulgarie - France | 3-5   | amical                                     |
| 24 mars 1938      | Paris France         | France - Bulgarie | 6-1   | amical                                     |
| 25 décembre 1957  | Paris France         | France - Bulgarie | 2-2   | amical                                     |
| 11 octobre 1959   | Sofia Bulgarie       | Bulgarie - France | 1-0   | amical                                     |
| 11 décembre 1960  | Colombes France      | France - Bulgarie | 3-0   | Qualifications pour la Coupe du monde 1962 |
| 12 novembre 1961  | Sofia Bulgarie       | Bulgarie - France | 1-0   | Qualifications pour la Coupe du monde 1962 |
| 16 décembre 1961  | Milan Italie         | Bulgarie - France | 1-0   | Qualifications pour la Coupe du monde 1962 |
| 29 septembre 1963 | Sofia Bulgarie       | Bulgarie - France | 1-0   | Qualifications pour l'Euro 1964            |
| 26 octobre 1963   | Paris France         | France - Bulgarie | 3-1   | Qualifications pour l'Euro 1964            |
| 8 avril 1970      | Rouen France         | France - Bulgarie | 1-1   | amical                                     |
| 10 novembre 1971  | Nantes France        | France - Bulgarie | 2-1   | Qualifications pour l'Euro 1972            |
| 4 décembre 1971   | Sofia Bulgarie       | Bulgarie - France | 2-1   | Qualifications pour l'Euro 1972            |
| 9 octobre 1976    | Sofia Bulgarie       | Bulgarie - France | 2-2   | Qualifications pour la Coupe du monde 1978 |
| 16 novembre 1977  | Paris France         | France - Bulgarie | 3-1   | Qualifications pour la Coupe du monde 1978 |
| 15 mai 1982       | Lyon France          | France - Bulgarie | 0-0   | amical                                     |
| 21 novembre 1984  | Paris France         | France - Bulgarie | 1-0   | Qualifications pour la Coupe du monde 1986 |
| 2 mai 1985        | Sofia Bulgarie       | Bulgarie - France | 2-0   | Qualifications pour la Coupe du monde 1986 |
| 9 septembre 1992  | Sofia Bulgarie       | Bulgarie - France | 2-0   | Qualifications pour la Coupe du monde 1994 |
| 17 novembre 1993  | Paris France         | France - Bulgarie | 1-2   | Qualifications pour la Coupe du monde 1994 |
| 18 juin 1996      | Newcastle Angleterre | France - Bulgarie | 3-1   | Euro 1996 (1er tour, groupe B)             |
| 7 octobre 2016    | Saint-Denis France   | France - Bulgarie | 4-1   | Qualifications pour la Coupe du monde 2018 |
| 7 octobre 2017    | Sofia Bulgarie       | Bulgarie - France | 0-1   | Qualifications pour la Coupe du monde 2018 |
| 8 juin 2021       | Saint-Denis France   | France - Bulgarie | 3-0   | amical                                     |

Bilan
- Total de matchs disputés : 23
- Victoires de l'équipe de Bulgarie : 8
- Matchs nuls : 4
- Victoires de l'équipe de France : 11
- Total de buts marqués par l'équipe de Bulgarie : 26
- Total de buts marqués par l'équipe de France : 41

## G

### Ghana
| Date           | Lieu          | Match            | Score | Compétition  |
| 2 octobre 1968 | León, Mexique | Ghana - Bulgarie | 0-10  | Match amical |

Bilan
- Total de matchs disputés : 1
- Victoires de l'équipe de Bulgarie : 1
- Matchs nuls : 0
- Victoires de l'équipe du Ghana : 0
- Total de buts marqués par l'équipe de Bulgarie : 10
- Total de buts marqués par l'équipe du Ghana : 0

## H

### Hongrie
| Date         | Lieu       | Match              | Score | Compétition                                   |
| 3 juin 1962  | Rancagua   | Hongrie - Bulgarie | 6-1   | Coupe du monde de football de 1962 (Groupe D) |
| 20 juin 1966 | Manchester | Hongrie - Bulgarie | 3-1   | Coupe du monde 1966 (Groupe C)                |

Bilan
- Total de matchs disputés : 21
- Victoires de l'équipe de Bulgarie : 4
- Matchs nuls : 5
- Victoires de l'équipe de Hongrie : 12
- Total de buts marqués par l'équipe de Bulgarie : 23
- Total de buts marqués par l'équipe de Hongrie : 52

## I

### Inde
| Date            | Lieu                 | Match           | Score | Compétition                             |
| 7 décembre 1956 | Melbourne, Australie | Bulgarie - Inde | 3-0   | JO 1956 (Match pour la troisième place) |

Bilan
- Total de matchs disputés : 1
- Victoires de l'équipe de Bulgarie : 1
- Matchs nuls : 0
- Victoires de l'équipe d'Inde : 0
- Total de buts marqués par l'équipe de Bulgarie : 3
- Total de buts marqués par l'équipe d'Inde : 0

### Indonésie
| Date           | Lieu               | Match                | Score | Compétition  |
| 4 février 1973 | Jakarta, Indonésie | Indonésie - Bulgarie | 0-4   | Match amical |

Bilan
- Total de matchs disputés : 1
- Victoires de l'équipe de Bulgarie : 1
- Matchs nuls : 0
- Victoires de l'équipe d'Indonésie : 0
- Total de buts marqués par l'équipe de Bulgarie : 4
- Total de buts marqués par l'équipe d'Indonésie : 0

### Irak
| Date            | Lieu                   | Match           | Score | Compétition                       |
| 25 juillet 1995 | Kuala Lumpur, Malaisie | Irak - Bulgarie | 1-0   | Tournoi Merdeka 1995 (1/2 finale) |

Bilan
- Total de matchs disputés : 1
- Victoires de l'équipe de Bulgarie : 0
- Matchs nuls : 0
- Victoires de l'équipe d'Irak : 1
- Total de buts marqués par l'équipe de Bulgarie : 0
- Total de buts marqués par l'équipe d'Irak : 1

### Iran
| Date          | Lieu          | Match           | Score | Compétition  |
| 26 avril 1978 | Téhéran, Iran | Iran - Bulgarie | 1-1   | Match amical |

Bilan
- Total de matchs disputés : 1
- Victoires de l'équipe de Bulgarie : 0
- Matchs nuls : 1
- Victoires de l'équipe d'Iran : 0
- Total de buts marqués par l'équipe de Bulgarie : 1
- Total de buts marqués par l'équipe d'Iran : 1

### Irlande du Nord
| Date              | Lieu                     | Match                      | Score | Compétition                                                       |
| 18 octobre 1972   | Sofia, Bulgarie          | Bulgarie - Irlande du Nord | 3-0   | Qualification pour la Coupe du monde 1974 (Zone Europe, groupe 6) |
| 26 septembre 1973 | Sheffield, Angleterre    | Irlande du Nord - Bulgarie | 0-0   | Qualification pour la Coupe du monde 1974 (Zone Europe, groupe 6) |
| 29 novembre 1978  | Sofia, Bulgarie          | Bulgarie - Irlande du Nord | 0-2   | Qualification pour l'Euro 1980 (Groupe 1)                         |
| 2 mai 1979        | Belfast, Irlande du Nord | Irlande du Nord - Bulgarie | 2-0   | Qualification pour l'Euro 1980 (Groupe 1)                         |
| 28 mars 2001      | Sofia, Bulgarie          | Bulgarie - Irlande du Nord | 4-3   | Qualification pour la Coupe du monde 2002 (Zone Europe, groupe 3) |
| 2 juin 2001       | Belfast, Irlande du Nord | Irlande du Nord - Bulgarie | 0-1   | Qualification pour la Coupe du monde 2002 (Zone Europe, groupe 3) |
| 6 février 2008    | Belfast, Irlande du Nord | Irlande du Nord - Bulgarie | 0-1   | Match amical                                                      |

Bilan
- Total de matchs disputés : 7
- Victoires de l'équipe de Bulgarie : 4
- Matchs nuls : 1
- Victoires de l'équipe d'Irlande du Nord : 2
- Total de buts marqués par l'équipe de Bulgarie : 9
- Total de buts marqués par l'équipe d'Irlande du Nord : 7

### Islande
| Date             | Lieu               | Match              | Score | Compétition                                                       |
| 7 août 1988      | Reykjavik, Islande | Islande - Bulgarie | 2-3   | Match amical                                                      |
| 24 mars 2001     | Sofia, Bulgarie    | Bulgarie - Islande | 2-1   | Qualification pour la Coupe du monde 2002 (Zone Europe, groupe 3) |
| 6 juin 2001      | Reykjavik, Islande | Islande - Bulgarie | 1-1   | Qualification pour la Coupe du monde 2002 (Zone Europe, groupe 3) |
| 4 septembre 2004 | Reykjavik, Islande | Islande - Bulgarie | 1-3   | Qualification pour la Coupe du monde 2006 (Zone Europe, groupe 8) |
| 7 septembre 2005 | Sofia, Bulgarie    | Bulgarie - Islande | 3-2   | Qualification pour la Coupe du monde 2006 (Zone Europe, groupe 8) |

Bilan
- Total de matchs disputés : 5
- Victoires de l'équipe de Bulgarie : 4
- Matchs nuls : 1
- Victoires de l'équipe d'Islande : 0
- Total de buts marqués par l'équipe de Bulgarie : 12
- Total de buts marqués par l'équipe d'Islande : 7

### Italie
| Date              | Lieu                        | Match             | Score | Compétition                                                       |
| 14 juin 1966      | Bologne, Italie             | Italie - Bulgarie | 6-1   | Match amical                                                      |
| 6 avril 1968      | Sofia, Bulgarie             | Bulgarie - Italie | 3-2   | Qualification pour l'Euro 1968 (1/4 finale)                       |
| 20 avril 1968     | Naples, Italie              | Italie - Bulgarie | 2-0   | Qualification pour l'Euro 1968 (1/4 finale)                       |
| 24 mai 1969       | Turin, Italie               | Italie - Bulgarie | 0-0   | Match amical                                                      |
| 21 juin 1972      | Sofia, Bulgarie             | Bulgarie - Italie | 1-1   | Match amical                                                      |
| 29 décembre 1974  | Gênes, Italie               | Italie - Bulgarie | 0-0   | Match amical                                                      |
| 20 septembre 1978 | Turin, Italie               | Italie - Bulgarie | 1-0   | Match amical                                                      |
| 23 septembre 1981 | Bologne, Italie             | Italie - Bulgarie | 3-2   | Match amical                                                      |
| 31 mai 1986       | Mexico, Mexique             | Italie - Bulgarie | 1-1   | Coupe du monde 1986 (Groupe A)                                    |
| 20 septembre 1989 | Césène, Italie              | Italie - Bulgarie | 4-0   | Match amical                                                      |
| 25 septembre 1991 | Sofia, Bulgarie             | Bulgarie - Italie | 2-1   | Match amical                                                      |
| 13 juillet 1994   | East Rutherford, États-Unis | Italie - Bulgarie | 2-1   | Coupe du monde 1994 (1/2 finale)                                  |
| 22 juin 2004      | Guimarães, Portugal         | Italie - Bulgarie | 2-1   | Euro 2004 (Groupe C)                                              |
| 11 octobre 2008   | Sofia, Bulgarie             | Bulgarie - Italie | 0-0   | Qualification pour la Coupe du monde 2010 (Zone Europe, groupe 8) |
| 9 septembre 2009  | Turin, Italie               | Italie - Bulgarie | 2-0   | Qualification pour la Coupe du monde 2010 (Zone Europe, groupe 8) |
| 7 septembre 2012  | Sofia, Bulgarie             | Bulgarie - Italie | 2-2   | Qualification pour la Coupe du monde 2014 (Zone Europe, groupe B) |

Bilan
- Total de matchs disputés : 16
- Victoires de l'équipe de Bulgarie : 2
- Matchs nuls : 6
- Victoires de l'équipe d'Italie : 8
- Total de buts marqués par l'équipe de Bulgarie : 14
- Total de buts marqués par l'équipe d'Italie : 29

## J

### Japon
| Date             | Lieu         | Match            | Score | Compétition  |
| 25 janvier 1976  | Tokyo, Japon | Japon - Bulgarie | 1-3   | Match amical |
| 28 janvier 1976  | Ōsaka, Japon | Japon - Bulgarie | 1-1   | Match amical |
| 1er février 1976 | Tokyo, Japon | Japon - Bulgarie | 0-3   | Match amical |
| 9 mai 2006       | Ōsaka, Japon | Japon - Bulgarie | 1-2   | Match amical |

Bilan
- Total de matchs disputés : 4
- Victoires de l'équipe de Bulgarie : 3
- Matchs nuls : 1
- Victoires de l'équipe du Japon : 0
- Total de buts marqués par l'équipe de Bulgarie : 9
- Total de buts marqués par l'équipe du Japon : 3

## M

### Maroc
| Date             | Lieu              | Match            | Score | Compétition                    |
| 28 décembre 1969 | Casablanca, Maroc | Maroc - Bulgarie | 3-0   | Match amical                   |
| 11 juin 1970     | León, Mexique     | Maroc - Bulgarie | 1-1   | Coupe du monde 1970 (Groupe D) |
| 4 février 1984   | Casablanca, Maroc | Maroc - Bulgarie | 1-1   | Match amical                   |
| 19 février 1986  | Rabat, Maroc      | Maroc - Bulgarie | 0-0   | Match amical                   |
| 22 avril 1998    | Sofia, Bulgarie   | Bulgarie - Maroc | 2-1   | Match amical                   |
| 24 décembre 1998 | Agadir, Maroc     | Maroc - Bulgarie | 4-1   | Match amical                   |

Bilan
- Total de matchs disputés : 6
- Victoires de l'équipe de Bulgarie : 1
- Matchs nuls : 3
- Victoires de l'équipe du Maroc : 2
- Total de buts marqués par l'équipe de Bulgarie : 5
- Total de buts marqués par l'équipe du Maroc : 10

### Monténégro
| Date             | Lieu                  | Match                 | Score | Compétition                                                       |
| 6 septembre 2008 | Podgorica, Monténégro | Monténégro - Bulgarie | 2-2   | Qualification pour la Coupe du monde 2010 (Zone Europe, groupe 8) |
| 5 septembre 2009 | Sofia, Bulgarie       | Bulgarie - Monténégro | 4-1   | Qualification pour la Coupe du monde 2010 (Zone Europe, groupe 8) |
| 7 septembre 2010 | Sofia, Bulgarie       | Bulgarie - Monténégro | 0-1   | Qualification pour l'Euro 2012 (Groupe G)                         |
| 4 juin 2011      | Podgorica, Monténégro | Monténégro - Bulgarie | 1-1   | Qualification pour l'Euro 2012 (Groupe G)                         |

Bilan
- Total de matchs disputés : 4
- Victoires de l'équipe de Bulgarie : 1
- Matchs nuls : 2
- Victoires de l'équipe du Monténégro : 1
- Total de buts marqués par l'équipe de Bulgarie : 7
- Total de buts marqués par l'équipe du Monténégro : 5

## N

### Nigeria
| Date         | Lieu               | Match              | Score | Compétition                    |
| 21 juin 1994 | Dallas, États-Unis | Bulgarie - Nigeria | 0-3   | Coupe du monde 1994 (Groupe D) |
| 19 juin 1998 | Paris, France      | Bulgarie - Nigeria | 0-1   | Coupe du monde 1998 (Groupe D) |

Bilan
- Total de matchs disputés : 2
- Victoires de l'équipe de Bulgarie : 0
- Matchs nuls : 0
- Victoires de l'équipe du Nigeria : 2
- Total de buts marqués par l'équipe de Bulgarie : 0
- Total de buts marqués par l'équipe du Nigeria : 4

## O

### Ouzbékistan
| Date            | Lieu                   | Match                  | Score | Compétition                     |
| 20 juillet 1995 | Kuala Lumpur, Malaisie | Ouzbékistan - Bulgarie | 0-0   | Tournoi Merdeka 1995 (Groupe B) |

Bilan
- Total de matchs disputés : 1
- Victoires de l'équipe de Bulgarie : 0
- Matchs nuls : 1
- Victoires de l'équipe d'Ouzbékistan : 0
- Total de buts marqués par l'équipe de Bulgarie : 0
- Total de buts marqués par l'équipe d'Ouzbékistan : 0

## P

### Paraguay
| Date         | Lieu                | Match               | Score | Compétition                    |
| 12 juin 1998 | Montpellier, France | Paraguay - Bulgarie | 0-0   | Coupe du monde 1998 (Groupe D) |

Bilan
- Total de matchs disputés : 1
- Victoires de l'équipe de Bulgarie : 0
- Matchs nuls : 1
- Victoires de l'équipe du Paraguay : 0
- Total de buts marqués par l'équipe de Bulgarie : 0
- Total de buts marqués par l'équipe du Paraguay : 0

### Pays-Bas
| Date             | Lieu                | Match               | Score | Compétition                                            |
| 13 mai 1959      | Sofia Bulgarie      | Bulgarie - Pays-Bas | 3-2   | Match amical                                           |
| 3 avril 1960     | Amsterdam Pays-Bas  | Pays-Bas - Bulgarie | 4-2   | Match amical                                           |
| 27 octobre 1968  | Sofia Bulgarie      | Bulgarie - Pays-Bas | 2-0   | Qualifications pour la Coupe du monde de football 1970 |
| 22 octobre 1969  | Rotterdam Pays-Bas  | Pays-Bas - Bulgarie | 1-1   | Qualifications pour la Coupe du monde de football 1970 |
| 23 juin 1974     | Dortmund Allemagne  | Pays-Bas - Bulgarie | 4-1   | Coupe du monde de football 1974 (1er tour)             |
| 4 septembre 1985 | Heerenveen Pays-Bas | Pays-Bas - Bulgarie | 1-0   | Match amical                                           |
| 24 mai 1988      | Rotterdam Pays-Bas  | Pays-Bas - Bulgarie | 1-2   | Match amical                                           |
| 7 octobre 2006   | Sofia Bulgarie      | Bulgarie - Pays-Bas | 1-1   | Qualifications pour l'Euro 2008                        |
| 8 septembre 2007 | Amsterdam Pays-Bas  | Pays-Bas - Bulgarie | 2-0   | Qualifications pour l'Euro 2008                        |
| 26 mai 2012      | Amsterdam Pays-Bas  | Pays-Bas - Bulgarie | 1-2   | Match amical                                           |

Bilan
- Total de matchs disputés : 10
- Victoires de l'équipe de Bulgarie : 4
- Matchs nuls : 2
- Victoires de l'équipe des Pays-Bas : 4
- Total de buts marqués par l'équipe de Bulgarie : 14
- Total de buts marqués par l'équipe des Pays-Bas : 17

### Pérou
| Date            | Lieu          | Match            | Score | Compétition                    |
| 21 février 1970 | Lima, Pérou   | Pérou - Bulgarie | 1-3   | Match amical                   |
| 24 février 1970 | Lima, Pérou   | Pérou - Bulgarie | 5-3   | Match amical                   |
| 2 juin 1970     | León, Mexique | Pérou - Bulgarie | 3-2   | Coupe du monde 1970 (Groupe D) |
| 1er avril 1978  | Lima, Pérou   | Pérou - Bulgarie | 1-1   | Match amical                   |
| 12 février 1981 | Lima, Pérou   | Pérou - Bulgarie | 1-2   | Match amical                   |

Bilan
- Total de matchs disputés : 5
- Victoires de l'équipe de Bulgarie : 2
- Matchs nuls : 1
- Victoires de l'équipe du Pérou : 2
- Total de buts marqués par l'équipe de Bulgarie : 11
- Total de buts marqués par l'équipe du Pérou : 11

### Portugal
| Date             | Lieu                   | Match               | Score | Compétition                                                        |
| 7 novembre 1962  | Sofia, Bulgarie        | Bulgarie - Portugal | 3-1   | Qualification pour l'Euro 1964 (Tour préliminaire)                 |
| 16 décembre 1962 | Lisbonne, Portugal     | Portugal - Bulgarie | 3-1   | Qualification pour l'Euro 1964 (Tour préliminaire)                 |
| 23 janvier 1963  | Rome, Italie           | Bulgarie - Portugal | 1-0   | Qualification pour l'Euro 1964 (Tour préliminaire (match d'appui)) |
| 16 juillet 1966  | Manchester, Angleterre | Portugal - Bulgarie | 3-1   | Coupe du monde 1966 (Groupe C)                                     |
| 26 novembre 1967 | Sofia, Bulgarie        | Bulgarie - Portugal | 1-0   | Qualification pour l'Euro 1968 (Groupe 2)                          |
| 17 décembre 1967 | Lisbonne, Portugal     | Portugal - Bulgarie | 0-0   | Qualification pour l'Euro 1968 (Groupe 2)                          |
| 2 mai 1973       | Sofia, Bulgarie        | Bulgarie - Portugal | 2-1   | Qualification pour la Coupe du monde 1974 (Zone Europe, groupe 6)  |
| 13 octobre 1973  | Lisbonne, Portugal     | Portugal - Bulgarie | 2-2   | Qualification pour la Coupe du monde 1974 (Zone Europe, groupe 6)  |
| 15 avril 1981    | Porto, Portugal        | Portugal - Bulgarie | 1-1   | Match amical                                                       |
| 16 décembre 1981 | Haskovo, Bulgarie      | Bulgarie - Portugal | 5-2   | Match amical                                                       |
| 6 septembre 1984 | Lisbonne, Portugal     | Portugal - Bulgarie | 1-0   | Match amical                                                       |
| 11 novembre 1992 | Saint-Ouen, France     | Portugal - Bulgarie | 2-1   | Match amical                                                       |

Bilan
- Total de matchs disputés : 12
- Victoires de l'équipe de Bulgarie : 5
- Matchs nuls : 3
- Victoires de l'équipe du Portugal : 4
- Total de buts marqués par l'équipe de Bulgarie : 17
- Total de buts marqués par l'équipe du Portugal : 16

## S

### Saint-Marin
| Date            | Lieu                    | Match                  | Score | Compétition                               |
| 22 mai 1991     | Serravalle, Saint-Marin | Saint-Marin - Bulgarie | 0-3   | Qualification pour l'Euro 1992 (Groupe 2) |
| 16 octobre 1991 | Sofia, Bulgarie         | Bulgarie - Saint-Marin | 4-0   | Qualification pour l'Euro 1992 (Groupe 2) |

Bilan
- Total de matchs disputés : 2
- Victoires de l'équipe de Bulgarie : 2
- Matchs nuls : 0
- Victoires de l'équipe de Saint-Marin : 0
- Total de buts marqués par l'équipe de Bulgarie : 7
- Total de buts marqués par l'équipe de Saint-Marin : 0

### Slovaquie
| Date             | Lieu                      | Match                | Score | Compétition    |
| 6 juin 1940      | Sofia Royaume de Bulgarie | Bulgarie - Slovaquie | 1-4   | Amical         |
| 24 avril 1996    | Trnava Slovaquie          | Slovaquie - Bulgarie | 0-0   | Amical         |
| 11 mars 1997     | Sofia Bulgarie            | Bulgarie - Slovaquie | 0-1   | Amical         |
| 3 mars 1999      | Stara Zagora Bulgarie     | Bulgarie - Slovaquie | 2-0   | Amical         |
| 19 mai 1999      | Dubnica Slovaquie         | Slovaquie - Bulgarie | 2-0   | Amical         |
| 9 février 2000   | Valparaíso Chili          | Slovaquie - Bulgarie | 0-1   | Tournoi Amical |
| 11 novembre 2006 | Žilina Slovaquie          | Slovaquie - Bulgarie | 3-1   | Amical         |

Bilan
- Total de matchs disputés : 7
- Victoires de l'équipe de Bulgarie : 2
- Matchs nuls : 1
- Victoires de l'équipe de Slovaquie : 4
- Total de buts marqués par l'équipe de Bulgarie : 5
- Total de buts marqués par l'équipe de Slovaquie : 10

### Slovénie
| Date             | Lieu            | Match               | Score | Compétition                               |
| 6 septembre 2006 | Sofia, Bulgarie | Bulgarie - Slovénie | 3-0   | Qualification pour l'Euro 2008 (Groupe G) |
| 21 novembre 2007 | Celje, Slovénie | Slovénie - Bulgarie | 0-2   | Qualification pour l'Euro 2008 (Groupe G) |

Bilan
- Total de matchs disputés : 2
- Victoires de l'équipe de Bulgarie : 2
- Matchs nuls : 0
- Victoires de l'équipe de Slovénie : 0
- Total de buts marqués par l'équipe de Bulgarie : 5
- Total de buts marqués par l'équipe de Slovénie : 0

### Soudan
| Date              | Lieu            | Match             | Score | Compétition  |
| 18 septembre 1963 | Sofia, Bulgarie | Bulgarie - Soudan | 1-1   | Match amical |

Bilan
- Total de matchs disputés : 1
- Victoires de l'équipe de Bulgarie : 0
- Matchs nuls : 1
- Victoires de l'équipe du Soudan : 0
- Total de buts marqués par l'équipe de Bulgarie : 1
- Total de buts marqués par l'équipe du Soudan : 1

### Suède
| Date            | Lieu                | Match            | Score | Compétition                                  |
| 15 juin 1974    | Düsseldorf France   | Bulgarie - Suède | 0-0   | Coupe du monde 1974 (Groupe C)               |
| 16 juillet 1994 | Pasadena États-Unis | Suède - Bulgarie | 4-0   | Coupe du monde 1994 (Match pour la 3e place) |
| 14 juin 2004    | Lisbonne Portugal   | Suède - Bulgarie | 5-0   | Euro 2004 (Groupe C)                         |

Bilan
- Total de matchs disputés : 14
- Victoires de l'équipe de Bulgarie : 2
- Matchs nuls : 2
- Victoires de l'équipe de Suède : 10
- Total de buts marqués par l'équipe de Bulgarie : 8
- Total de buts marqués par l'équipe de Suède : 26

### Suisse
| Date              | Lieu               | Match             | Score | Compétition                     |
| 17 août 1976      | Lucerne            | Suisse - Bulgarie | 2-2   | Match amical                    |
| 7 septembre 1982  | Saint-Gall         | Suisse - Bulgarie | 3-2   | Match amical                    |
| 7 mars 1983       | Varna              | Bulgarie - Suisse | 1-1   | Match amical                    |
| 5 février 1985    | Querétaro, Mexique | Bulgarie - Suisse | 1-0   | Tournoi de Querétaro (amical)   |
| 12 septembre 1990 | Genève             | Suisse - Bulgarie | 2-0   | Qualifications pour l'Euro 1992 |
| 1er mai 1991      | Sofia              | Bulgarie - Suisse | 2-3   | Qualifications pour l'Euro 1992 |
| 28 avril 1992     | Berne              | Suisse - Bulgarie | 0-2   | Match amical                    |
| 26 mars 2011      | Genève             | Suisse - Bulgarie | 1-1   | Match amical                    |
| 26 mars 2011      | Sofia              | Bulgarie - Suisse | 0-0   | Qualifications pour l'Euro 2012 |
| 6 septembre 2011  | Genève             | Suisse - Bulgarie | 3-1   | Qualifications pour l'Euro 2012 |

Bilan
- Total de matchs disputés : 10
- Victoires de l'équipe de Bulgarie : 2
- Matchs nuls : 4
- Victoires de l'équipe de Suisse : 4
- Total de buts marqués par l'équipe de Bulgarie : 12
- Total de buts marqués par l'équipe de Suisse : 15

## T

### Thaïlande
| Date            | Lieu               | Match                | Score | Compétition        |
| 14 octobre 1968 | León, Mexique      | Bulgarie - Thaïlande | 7-0   | JO 1968 (Groupe D) |
| 8 novembre 1996 | Bangkok, Thaïlande | Thaïlande - Bulgarie | 0-4   | Match amical       |

Bilan
- Total de matchs disputés : 2
- Victoires de l'équipe de Bulgarie : 2
- Matchs nuls : 0
- Victoires de l'équipe de Thaïlande : 0
- Total de buts marqués par l'équipe de Bulgarie : 11
- Total de buts marqués par l'équipe de Thaïlande : 0

### Tunisie
| Date            | Lieu           | Match              | Score | Compétition  |
| 29 octobre 1986 | Tunis, Tunisie | Tunisie - Bulgarie | 3-3   | Match amical |
| 10 janvier 1993 | Béja, Tunisie  | Tunisie - Bulgarie | 3-0   | Match amical |

Bilan
- Total de matchs disputés : 2
- Victoires de l'équipe de Bulgarie : 0
- Matchs nuls : 1
- Victoires de l'équipe de Tunisie : 1
- Total de buts marqués par l'équipe de Bulgarie : 3
- Total de buts marqués par l'équipe de Tunisie : 6

## U

### URSS, CEI et Russie
| Date              | Lieu                         | Match             | Score | Compétition                                                       |
| 16 juillet 1952   | Kotka, Finlande              | URSS - Bulgarie   | 2-1   | JO 1952 (Tour préliminaire)                                       |
| 5 décembre 1956   | Melbourne, Australie         | URSS - Bulgarie   | 2-1   | JO 1956 (1/2 finale)                                              |
| 21 juillet 1957   | Sofia, Bulgarie              | Bulgarie - URSS   | 0-4   | Match amical                                                      |
| 29 novembre 1964  | Sofia, Bulgarie              | Bulgarie - URSS   | 0-0   | Match amical                                                      |
| 8 octobre 1967    | Sofia, Bulgarie              | Bulgarie - URSS   | 1-2   | Match amical                                                      |
| 5 mai 1970        | Sofia, Bulgarie              | Bulgarie - URSS   | 3-3   | Match amical                                                      |
| 6 mai 1970        | Sofia, Bulgarie              | Bulgarie - URSS   | 0-0   | Match amical                                                      |
| 28 avril 1971     | Sofia, Bulgarie              | Bulgarie - URSS   | 1-1   | Match amical                                                      |
| 29 mars 1972      | Sofia, Bulgarie              | Bulgarie - URSS   | 1-1   | Match amical                                                      |
| 7 juin 1972       | Moscou, Union soviétique     | URSS - Bulgarie   | 1-0   | Match amical                                                      |
| 28 mars 1973      | Plovdiv, Bulgarie            | Bulgarie - URSS   | 1-0   | Match amical                                                      |
| 24 mars 1976      | Sofia, Bulgarie              | Bulgarie - URSS   | 0-3   | Match amical                                                      |
| 28 mars 1979      | Simferopol, Union soviétique | URSS - Bulgarie   | 3-1   | Match amical                                                      |
| 26 mars 1980 }    | Sofia, Bulgarie              | Bulgarie - URSS   | 1-3   | Match amical                                                      |
| 21 février 1989   | Sofia, Bulgarie              | Bulgarie - URSS   | 1-2   | Match amical                                                      |
| 10 septembre 1997 | Sofia, Bulgarie              | Bulgarie - Russie | 1-0   | Qualification pour la Coupe du monde 1998 (Zone Europe, groupe 5) |
| 11 octobre 1997   | Moscou, Russie               | Russie - Bulgarie | 4-2   | Qualification pour la Coupe du monde 1998 (Zone Europe, groupe 5) |
| 31 mars 2004      | Sofia, Bulgarie              | Bulgarie - Russie | 2-2   | Match amical                                                      |
| 11 août 2010      | Saint-Pétersbourg, Russie    | Russie - Bulgarie | 1-0   | Match amical                                                      |

Bilan
- Total de matchs disputés : 19
- Victoires de l'équipe de Bulgarie : 2
- Matchs nuls : 6
- Victoires de l'équipe de Russie : 11
- Total de buts marqués par l'équipe de Bulgarie : 17
- Total de buts marqués par l'équipe de Russie : 34

### Uruguay
| Date         | Lieu                          | Match              | Score | Compétition                    |
| 19 juin 1974 | Hanovre, Allemagne de l'Ouest | Uruguay - Bulgarie | 1-1   | Coupe du monde 1974 (Groupe 3) |

Bilan
- Total de matchs disputés : 1
- Victoires de l'équipe de Bulgarie : 0
- Matchs nuls : 1
- Victoires de l'équipe d'Uruguay : 0
- Total de buts marqués par l'équipe de Bulgarie : 1
- Total de buts marqués par l'équipe d'Uruguay : 1

## Y

### Yougoslavie, Serbie-et-Monténégro et Serbie
| Date           | Lieu                          | Match                           | Score | Compétition  |
| 27 mars 2003   | Kruševac Serbie-et-Monténégro | Serbie-et-Monténégro - Bulgarie | 1-2   | Match amical |
| 9 février 2005 | Sofia Bulgarie                | Bulgarie - Serbie-et-Monténégro | 0-0   | Match amical |

Bilan
- Total de matchs disputés : 32
- Victoires de l'équipe de Bulgarie : 7
- Matchs nuls : 6
- Victoires de l'équipe de Serbie : 19
- Total de buts marqués par l'équipe de Bulgarie : 43
- Total de buts marqués par l'équipe de Serbie : 67